# Xystrocera virescens
Xystrocera virescens es una especie de escarabajo longicornio del género Xystrocera, tribu Xystrocerini, subfamilia Cerambycinae. Fue descrita científicamente por Newman en 1840.
El período de vuelo ocurre durante los meses de enero, febrero, octubre, noviembre y diciembre.

## Descripción
Mide 27-30 milímetros de longitud.

## Distribución
Se distribuye por Australia.